# Umberto Fioravanti
Umberto Fioravanti (Livorno, 1882 – 1918) è stato uno scultore italiano.

## Biografia
Allievo dello scultore livornese Lorenzo Gori, modella le sue opere inizialmente sullo stile di Leonardo Bistolfi.
È un assiduo frequentatore del Caffè Bardi di Livorno, che decora con un suo bassorilievo. 
Si fa conoscere su scala nazionale con la partecipazione nel 1910 alla Biennale di Venezia e l'anno seguente all'Esposizione Internazionale di Roma. Acquistò dal pittore livornese Mario Puccini la tela La Metallurgica II.
La chiamata alle armi per la prima guerra mondiale interrompe irreversibilmente la sua carriera artistica. Quando è ormai prossimo alla licenza, viene ricoverato in un ospedale di campo ma, colpito da un attacco di febbre spagnola, muore.
Scultore dalla produzione limitata, è autore di un busto in bronzo in memoria del poeta Giovanni Marradi, conservato nel Famedio di Montenero, e il monumento Al Marinaio, che si trova presso il Cimitero comunale dei Lupi di Livorno.